# Saison 1966-1967 de la LAH
Saison précédente Saison suivante
La saison 1966-1967 de la Ligue américaine de hockey est la 31e saison de la ligue. Neuf équipes jouent chacune 72 matchs en saison régulière.
Les Hornets de Pittsburgh remportent la coupe Calder pour leur dernière saison dans la LAH avant d'intégrer la Ligue nationale de hockey pour la saison 1967-1968 sous le nom des Penguins de Pittsburgh.

## Saison régulière

### Classement
| Clt   | Équipe                 | PJ | V  | D  | N  | BP  | BC  | Pts |
| ----- | ---------------------- | -- | -- | -- | -- | --- | --- | --- |
| +001, | Bears de Hershey       | 72 | 38 | 24 | 10 | 273 | 216 | 86  |
| +002, | Clippers de Baltimore  | 72 | 35 | 27 | 10 | 252 | 247 | 80  |
| +003, | As de Québec           | 72 | 35 | 30 | 7  | 275 | 249 | 77  |
| +004, | Indians de Springfield | 72 | 32 | 31 | 9  | 267 | 261 | 73  |
| +005, | Reds de Providence     | 72 | 13 | 46 | 13 | 210 | 329 | 39  |

| Clt   | Équipe                 | PJ | V  | D  | N  | BP  | BC  | Pts |
| ----- | ---------------------- | -- | -- | -- | -- | --- | --- | --- |
| +001, | Hornets de Pittsburgh  | 72 | 41 | 21 | 10 | 282 | 209 | 92  |
| +002, | Americans de Rochester | 72 | 38 | 25 | 9  | 300 | 223 | 85  |
| +003, | Barons de Cleveland    | 72 | 36 | 27 | 9  | 284 | 230 | 81  |
| +004, | Bisons de Buffalo      | 72 | 14 | 51 | 7  | 207 | 386 | 35  |

- En gras : qualifiés pour les séries

### Meilleurs pointeurs
| Joueur          | Équipe                 | PJ | B  | A  | Pts | Pun |
| --------------- | ---------------------- | -- | -- | -- | --- | --- |
| Gord Labossiere | As de Québec           | 72 | 40 | 55 | 95  | 71  |
| Wayne Hicks     | As de Québec           | 72 | 31 | 60 | 91  | 34  |
| Willie Marshall | Clippers de Baltimore  | 68 | 33 | 56 | 89  | 22  |
| Roger DeJordy   | Bears de Hershey       | 72 | 52 | 32 | 84  | 10  |
| Mike Nykoluk    | Bears de Hershey       | 72 | 16 | 68 | 84  | 26  |
| Eddie Joyal     | Americans de Rochester | 70 | 32 | 51 | 83  | 10  |
| Dick Gamble     | Americans de Rochester | 72 | 46 | 37 | 83  | 22  |
| Jeannot Gilbert | Bears de Hershey       | 72 | 26 | 57 | 83  | 48  |
| Gene Ubriaco    | Bears de Hershey       | 69 | 38 | 43 | 81  | 50  |

## Séries éliminatoires
Les trois premiers de chaque division sont qualifiés. Les matchs des séries sont organisés ainsi :
- La série entre les deux premières équipes de chaque division se joue au meilleur des sept matchs. Le vainqueur est qualifié directement pour la finale qui se joue également au meilleur des sept matchs.
- Le deuxième et le troisième de chaque division s'affrontent au meilleur des 5 matchs. Les vainqueurs se rencontrent ensuite également au meilleur des 5 matchs. Le gagnant dispute la finale[3].

### Tableau
|  | Premier tour | Premier tour | Premier tour   | Premier tour |            |           | Deuxième tour | Deuxième tour | Deuxième tour | Deuxième tour |  |  | Finale | Finale | Finale | Finale |
|  |              |              |                |              |            |           |               |               |               |               |  |  |        |        |        |        |
|  |              |              |                |              |            |           |               |               |               |               |  |  |        |        |        |        |
|  |              |              |                |              |            |           |               |               |               |               |  |  |        |        |        |        |
|  | Hershey      | Hershey      | 1              | 1            |            |           |               |               |               |               |  |  |        |        |        |        |
|  | Hershey      | Hershey      | 1              | 1            |            |           |               |               |               |               |  |  |        |        |        |        |
|  | Pittsburgh   | Pittsburgh   | 4              | 4            |            |           |               |               |               |               |  |  |        |        |        |        |
|  | Pittsburgh   | Pittsburgh   | 4              | 4            | Pittsburgh |           |               |               |               |               |  |  |        |        |        |        |
|  |              |              |                |              |            |           |               |               |               |               |  |  |        |        |        |        |
|  |              |              | Laissez-passer |              |            |           |               |               |               |               |  |  |        |        |        |        |
|  |              |              |                |              |            |           |               |               |               |               |  |  |        |        |        |        |
|  |              |              |                |              |            |           |               |               |               |               |  |  |        |        |        |        |
|  |              |              |                |              |            |           |               |               |               |               |  |  |        |        |        |        |
|  | Pittsburgh   | Pittsburgh   | 4              | 4            |            |           |               |               |               |               |  |  |        |        |        |        |
|  | Pittsburgh   | Pittsburgh   | 4              | 4            |            |           |               |               |               |               |  |  |        |        |        |        |
|  |              |              | Rochester      | Rochester    | 0          | 0         |               |               |               |               |  |  |        |        |        |        |
|  | Baltimore    | Baltimore    | Rochester      | Rochester    | 0          | 0         | 3             | 3             |               |               |  |  |        |        |        |        |
|  | Baltimore    | Baltimore    |                |              |            |           |               |               |               |               |  |  |        |        |        |        |
|  | Québec       | Québec       | 1              | 1            |            |           |               |               |               |               |  |  |        |        |        |        |
|  | Québec       | Québec       | 1              | 1            | Baltimore  | Baltimore | 1             | 1             |               |               |  |  |        |        |        |        |
|  |              |              |                |              | Baltimore  | Baltimore | 1             | 1             |               |               |  |  |        |        |        |        |
|  |              |              | Rochester      | Rochester    | 3          | 3         |               |               |               |               |  |  |        |        |        |        |
|  | Rochester    | Rochester    | Rochester      | Rochester    | 3          | 3         | 3             | 3             |               |               |  |  |        |        |        |        |
|  | Rochester    | Rochester    |                |              |            |           |               | 3             |               |               |  |  |        |        |        |        |
|  | Cleveland    | Cleveland    | 2              | 2            |            |           |               |               |               |               |  |  |        |        |        |        |
|  | Cleveland    | Cleveland    | 2              | 2            |            |           |               |               |               |               |  |  |        |        |        |        |
|  |              |              |                |              |            |           |               |               |               |               |  |  |        |        |        |        |

## Trophées

### Trophées collectifs
| Coupe Calder : Vainqueurs des séries                       | Hornets de Pittsburgh |
| Trophée F.-G.-« Teddy »-Oke : Champions de la division Est | Bears de Hershey      |
| Trophée John-D.-Chick : Champions de la division Ouest     | Hornets de Pittsburgh |

### Trophées individuels
| Trophée Les-Cunningham : Meilleur joueur de la saison                                 | Mike Nykoluk (Bears de Hershey)    |
| Trophée John-B.-Sollenberger : Meilleur pointeur                                      | Gord Labossiere (As de Québec)     |
| Trophée Dudley-« Red »-Garrett : Meilleure recrue                                     | Bob Rivard (As de Québec)          |
| Trophée Eddie-Shore : Meilleur défenseur de la saison                                 | Bob McCord (Hornets de Pittsburgh) |
| Trophée Harry-« Hap »-Holmes : Gardien ayant la plus petite moyenne de buts encaissés | André Gill (Bears de Hershey)      |